# Джеймс Лафърти
Джеймс Мартин Лафърти на английски: James Martin Lafferty (роден на 25 юли 1985) е американски актьор, най-известен с ролята си на Нейтън Скот в сериала One Tree Hill.

## Филмография

### Кино
1. Boys on the Run (2001)

### Телевизия
1. Boston Public (2001)
2. Once and Again (2001 – 2002)
3. Самотно дърво на хълма (One Tree Hill) (2003 – 2012)